# Passage National
Le passage National est une voie du 13e arrondissement de Paris, en France.

## Situation et accès

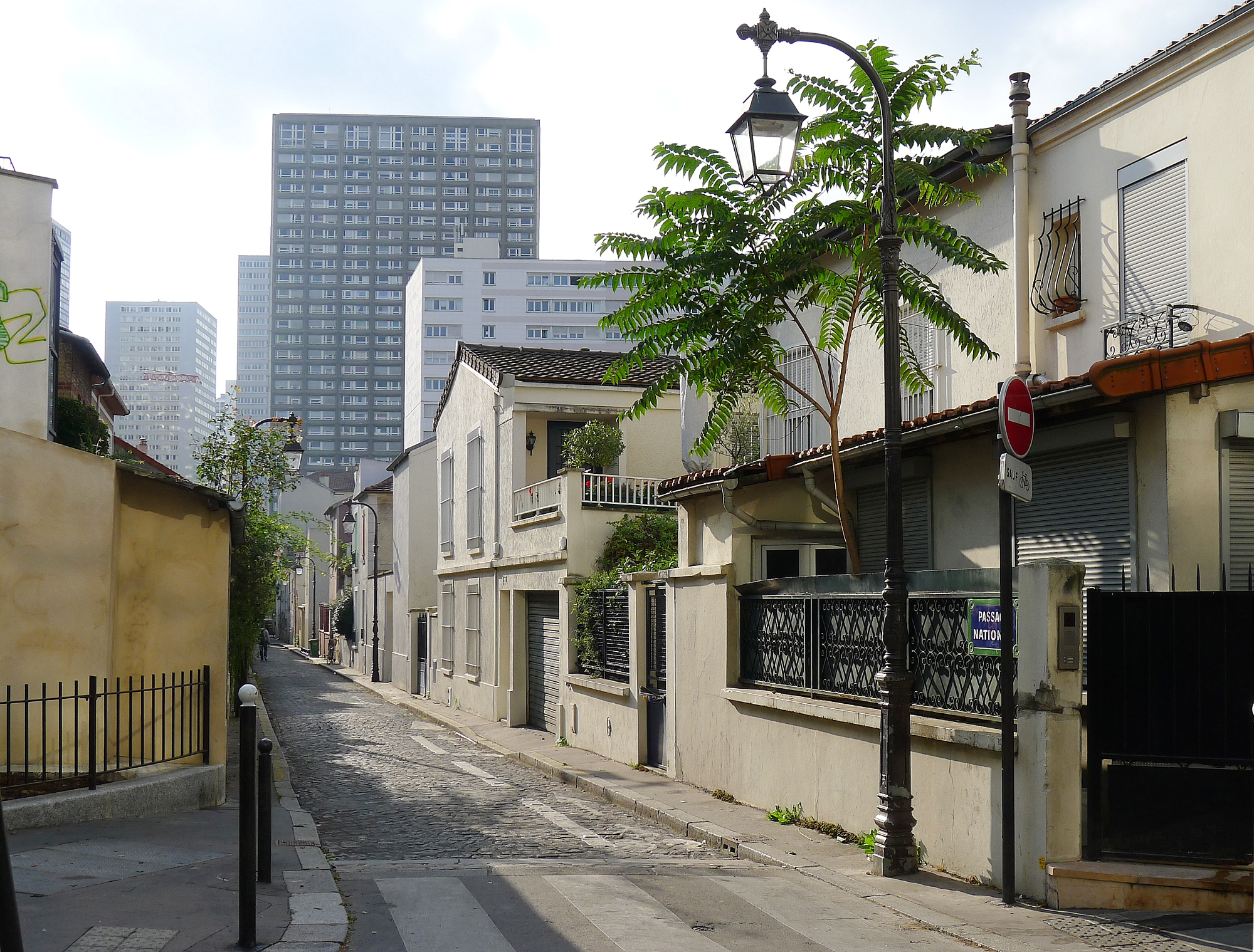
Passage vu depuis la rue du Château-des-Rentiers.

Le passage National est situé dans le 13e arrondissement de Paris. Il débute au 25, rue du Château-des-Rentiers et se termine au 20, rue Nationale.

## Origine du nom
Son nom renvoie à la Révolution de 1848 en raison de sa proximité avec la rue éponyme.

## Historique
Cette voie privée s’appelait précédemment « passage Crevaux » avant de recevoir sa dénomination actuelle en 1925.